# Język saweru
Język saweru – język papuaski z wysp Yapen w prowincji Papua w Indonezji. Według danych z 1991 roku posługuje się nim 300 osób.
Jego użytkownicy są skoncentrowani na wyspie Saweru u południowego wybrzeża Yapen. Należy do grupy języków yawa (yapen), przypuszczalnie wchodzącej w skład większej rodziny zachodniopapuaskiej.
Jest odrębny od pobliskiego języka yawa, przy czym niegdyś uważano, że yawa i saweru to dialekty jednego języka. Lokalnie uchodzi za zupełnie oddzielny język. W. Foley (2018), na podstawie danych słownikowych, dochodzi do wniosku, że języki te nie są sobie nawet szczególnie bliskie (choć cechy strukturalne potwierdzają ich pokrewieństwo). Saweru, w porównaniu do yawa, wyróżnia się obfitością zapożyczeń z sąsiednich języków austronezyjskich. W saweru nie występuje rozróżnienie inclusivus-exclusivus.